# CMB 친친 청소년 가요제
CMB 친친 청소년 가요제(CMB Chin Chin Star Festival)는 2003년 CMB 주최로 시작된 청소년 참가의 가요제이다.
2002년에는 아시아 청소년 가요 · 댄스 페스티벌을 열었으나, 2003년에는 CMB 친친 청소년 가요제로 바뀌었으며, 대전광역시에 있는 엑스포 과학공원에서 매년 개최되고 있다. 친친 청소년 가요제를 통해 데뷔한 가수들도 거의 대부분이었고 공식 슬로건은 <꿈을 향하는 나의 도전>이다. 현재는 연예기획사인 SM 엔터테인먼트에서도 유망주를 스카우트하고 있다. 2011년에는 친친스타 페스티벌로 바뀌어서 활동하고 있다. 2012년에 폐지되었다.

## 역대 가요제

### 2002 아시아 청소년 가요 · 댄스 페스티벌
- 개최 : 2002년 10월 23일 토요일 오후 5시
- 사회 : 서민정, 김형준

### 2003 친친청소년가요제
- 개최 : 2003년 10월 23일 토요일 오후 5시 / 엑스포 과학공원
- 사회 : 오지은, 김형준

### 2004 친친청소년가요제
- 개최 : 2004년 10월 23일 토요일 오후 5시 / 엑스포 과학공원
- 사회 : 하하, 정시아

### 2005 친친청소년가요제
- 개최 : 2005년 9월 3일 토요일 저녁 6시 30분 / 엑스포 과학공원 (엑스포 아트홀)
- 사회 : 하하, 김빈우

### 2006 친친청소년가요제
- 개최 : 2006년 9월 2일 토요일 저녁 6시 30분 / 엑스포 과학공원 (엑스포 아트홀)
- 사회 : 슈퍼주니어(이특, 은혁)

### 2007 친친청소년가요제
- 개최 : 2007년 9월 8일 토요일 오후 2시 엑스포 과학공원
- 사회 : 서경석, 김빈우

### 2008 친친청소년가요제
- 개최 : 2008년 9월 6일 토요일 오후 6시 30분 / CMB엑스포아트홀
- 사회 : 김창열, 한영

### 2009 친친청소년가요제
- 개최 : 2009년 6월 5일 금요일 오후 7시 30분 / 대전 컨벤션 센터
- 사회 : 이시영, 손호영

### 2010 친친청소년가요제
- 개최 : 2010년 9월 11일 토요일 오후 7시 / 대전광역시청 남문광장
- 출연 : 한선화 (시크릿), 준호 (2PM)

### 2011 친친스타페스티벌
- 개최 : 2011년 9월 17일 토요일 오후 7시 / 대전광역시청 남문광장
- 사회자 : 김성주, 코요태 신지

### 2012 친친스타페스티벌
- 개최 : 2012년 9월 15일 토요일 오후 7시 / 대전시청사 남쪽 광장
- 사회자 : 코요태 신지, 토니 안

## 역대 수상자

##### 2003년
| - 대상 : 배새봄 - 빅마마 <체념> - 금상 : 송나현 - 보아 <Valenty> - 은상 : 구자백 - 김범수 <보고싶다>, 김재경 - 자우림 <헤이 가이즈> - 동상 : 오명석 - 창작곡 <떠나가줘>, 쌍둥이자매 - 버블시스터즈 <애원>, Soul & Soul - 빅마마 <Break Away> |

##### 2004년
| - 대상 : WomAn's - 앤 <Bounce> - 금상 : 박준성 - 윤여규 <After> - 은상 : 려욱 - 고유진 <걸음이 느린 아이>, 박소언 - 양파 <알고 있어요>, 송찬미 - 거미 <친구라도 될 걸 그랬어>, Soulmate - 원티드 <한 걸음 씩> - KMTV 사장상 - 김대경 - 지성 <고백> - MTV 사장상 - 스페셜 - 쥬얼리 <니가 참 좋아> - KBS SKY 사장상 - Okay - 비 <태양을 피하는 방법> - 스튜디오 포즈 사장상 - 신지은 - 거미 <가버려> |

##### 2005년
| - 대상 : Lady's Blue - 빅마마 <여자> - 금상 : Flava (소연 외 1명) - 거미 <Do it> - 은상 : To 5 One - 브라운아이드 소울 <My Everyting>, So What - 창작곡 <Just Listen> - 동상 : 김지희 - 혜령 <바보>, 김종민 & 규현 - 플라이 투 더 스카이 <중력>, 양준범 - 엠씨 더 맥스 <그대는 눈물겹다> - MBC 플러스 사장상 : - 정선아 - 거미 <그대 돌아오면> - MTV 사장상 : - Hamorni - V.O.S <눈을 보고 말해요> - 대교 눈높이 상 : 김현지 - 거미 <기억상실> - KMTV 사장상 : M.I.C - 비바 소울 <Swing My Brother> - 엠넷 사장상 : 가빈 - 소울사이어티 |

##### 2006년
| - 대상 : 리마인드 - 포맨 <고백> - 금상 : Coup - 거미 <어른아이> - 은상 : 지세희 - 이은미 <애인있어요>, Soul-J - 빅마마 <거부> - 동상 : 전소망 - 지영선 <소원>, 김은지 - 별 <큐피트>, 최원유 - 모세 <한걸음> - KM 사장상 : 백지웅 - 나윤권 <남자가 사랑할 때> - KBS SKY 사장상 : 미라클 - 카니발 <거위의 꿈> - Etn 사장상 : 이가은 - 장연주 <Something Special> - CNTV 사장상 : 서문탁 <웃어도 눈물이나> - MBC 플러스 사장상 : 김주환 - 플라워 <Please> - MTV 사장상 : 경준&영준 - 플라이투더스카이 <습관> |

##### 2007년
| - 대상, 문화관광부장관상 : 김보형 - 화요비 <그런 일은> - 금상, 대전광역시장상 : 블로우 - 노을 <청혼> - 은상, 대전광역시교육감상 : 김영균 - 이적 <다행이다>, 로리타 - 크리스티나 아길레라 <Ain't no Other Man> - 동상 : 성유진 - 박정현 <p.s I Love You>, 더블케이 (KK) - 먼데이 키즈 <새살>, 조우찡 - <고원홍> - 국가청소년위원장상, Etn 사장상 : S.Y - 거미 <어른아이> - MTV 사장상 : 석지영 - 휘트니 휴스턴 <The Great Love of All> - CNTV 사장상 : 김지혜 - 지영선 <소원> - 온미디어 사장상 : 백지연 - 윤하 <비밀번호 496> - 앨리스 TV 사장상 : How - 브라운 아이드 소울 <My Everything> - KBS N 사장상 : 박동민 - 강타 <북극성> - CJ미디어 사장상 : 4마귀 - 현진영 <Break Me Down> |

##### 2008년
| - 대상 : 쉬이멍 - <Shao Shao> - 금상, 앨리스 TV 사장상 : 전윤민 - 앤 <혼자하는 사랑> - 은상 : 김소영 - <School Rock>, 조윤화 - 이소라 <제발>, 김승아 - 나오미 <몹쓸 사랑>, 박빈영 - 러브홀릭스 <Love Holic> - 명예대회장상 : 판천 - <Girl Friends> - MBC 플러스사장상 : 민재두 - <Super Star> - CU 미디어 사장상 : Flow (박진영, 최다혜, 임윤하) - 슈가 <The Boy Is Mine> - 예당엔터테인먼트 사장상 : 신은수 - 리사 <헤어져야 사랑을 알죠> - CNTV 사장상 : 정지원 - 이승철 <서쪽 하늘> - KBS N 사장상 : 김지민 - 015B <잠시 길을 잃다> |

##### 2009년
| - 대상 : 성진 - 더 레이 <청소> - 금상 : 조경민 - 이은미 <헤어지는 중입니다> - 은상 : 표혜미 - 앤 <Memorise>, 최자정 - 나오미 <So Hot> - 동상 : 박하맛사탕 - 스윗 소로우 <그대에게 하는 말>, 김미진 - BMK <물들어>, 안현정 - 나비 <길에서> - 명예대회장상 : Luyi Shen <천하무쌍> - SBS 미디어넷 사장상 : 더 버터플라이 - 8eight <심장이 없어> - CJ 미디어 사장상 : 백지혜 - 서영은 <내안의 그대> - KBS N 사장상 : 최지빈 - 휘성 <별이지다> - 아리랑 TV 사장상 : J&D - 휘성 <With Me> |

##### 2011년
| - 대상 : 신가윤 - 거미 <사랑은 없다> - 금상 : Love High - 빅마마 <소리질러> - 은상 : 박지민-조수미 <나가거든>, 송연주-린 <통화연결음> - 동상 : 김은지-김건모 <허수아비>, Wu Hung Kwan-New Love,여인혜-알리 <Crazy Night> - 중앙방송사장상 : 권슬기-린 <므네모시네> - SBS미디어넷사장상 : 김용준-포맨 <살다가 한번쯤> - HCN미디어사장상 : 박민재-지영선 <난> - 예당미디어사장상 : Rubato-Shyne <Too Late> - Tcast사장상 : 백지운-이선희 <인연> - 아리랑TV사장상 : 장중혁-김동률 <취중진담> |

## CMB 친친 청소년 가요제를 통해 데뷔한 가수 들
- 슈퍼주니어의 려욱, 규현
- 티아라의 소연
- 레인보우의 김재경
- B1A4의 신우
- 나인뮤지스의 표혜미
- 스피카의 김보형
- 더 씨야의 성유진
- 준서, 조유나
- 블레이디의 가빈
- DAY6의 성진
- 406호 프로젝트 의 김은지
- 최초이